# Adán Martín Menis

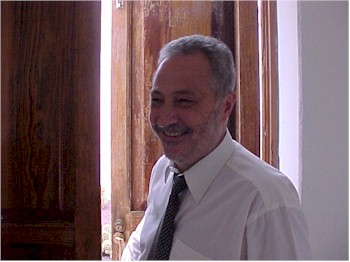
Adán Martín Menis

Adán Martín Menis (Santa Cruz de Tenerife, 19 de outubro de 1943 — Barcelona, 10 de outubro de 2010) foi um político espanhol canário. Foi Presidente das Ilhas Canárias de 2003 até 2007.

## Biografia
Adán Martín estudou engenharia industrial em Barcelona e, após terminar este curso, formou-se em Direção de Empresas na European Society of Association Executives (ESAE) e no Balearic Institute of Business Management. Depois disso trabalhou por dois anos para a Chrysler na Inglaterra (Reino Unido).
Em 1979 começa sua atividade na política espanhola ao participar nas eleições municipais, sendo eleito conselheiro da municipalidade de Santa Cruz de Tenerife, nas Ilhas Canárias; ainda seria vice-prefeito da cidade de Santa Cruz de Tenerife (1979 - 1987). Entre 1981 e 1982 foi membro da Junta de Canarias , onde foi Ministro da Indústria e Energia. Em 1983 foi um dos fundadores do partido político Agrupación Tinerfeña de Independientes.
Após a aprovação do Estatuto de Autonomia das Ilhas Canárias, foi Ministro das Obras Públicas do Governo das Ilhas Canárias . Foi presidente do cabildo de Tenerife (1987 - 1999) e adjunto da província de Santa Cruz de Tenerife ( 1993 - 1996 ), vice-presidente do Governo das Canárias e ministro da Economia e Finanças (1999 - 2003).
Em 2003 , foi eleito deputado regional nas eleições regionais , onde liderou a lista de Tenerife da formação nacionalista da Coalizão das Canárias e foi nomeado pelos parlamentares como Presidente do Governo das Ilhas Canárias , permanecendo no cargo até sua aposentadoria em julho de 2007 . Neste cargo, destacou-se, em sua gestão, a melhoria das condições das ilhas e as chamadas regiões ultraperiféricas da União Europeia , melhorou as diretrizes de gestão territorial de Canárias e promoveu um novo estatuto de autonomia que foi paralisado devido à fragmentação política nas ilhas.
Faleceu em 10 de outubro de 2010, em um hospital da cidade de Barcelona, após um câncer contra o qual ele lutou durante doze anos. Seu corpo, tendo sido transportado Ilhas Canárias, foi velado na sede da Presidência do Governo das Ilhas. No dia 11 de outubro o cortejo rumou para a histórica Igreja Matriz de la Concepción de Santa Cruz de Tenerife, onde realizou-se a missa ministrada pelo Bispo da Diocese. Seu corpo foi enterrado no Cemitério de Santa Lastenia.

## Homenagem
Em 28 de janeiro de 2011, o Cabildo de Tenerife aprovou por unanimidade a proposta de mudar o nome do Auditório de Tenerife, local de eventos considerado como o edifício mais moderno das Ilhas Canárias, para Auditório de Tenerife "Adán Martín", como uma homenagem por ter sido ele a promovido esta construção durante a sua presidência no Cabildo de Tenerife. Apesar disso, o edifício ainda é mais conhecido pelo seu nome original.